# 何塞·埃尔南德斯
何塞·拉斐尔·埃尔南德斯（西班牙語：José Rafael Hernández，1834年11月10日—1886年10月21日），阿根廷记者、诗人及政治家，生于布宜诺斯艾利斯附近庄园，早年居住于潘帕斯草原，19岁从军并参与了阿根廷邦联内部多场战役，後退伍从事新闻业，为邦联制度的捍卫者，多次透过报刊抨击米特雷与萨米恩托的统治，亦曾因参与政变两度被迫流亡国外，最终遇赦归国，并在布宜诺斯艾利斯省议员任内逝世。
在文学领域，埃尔南德斯是高乔文学的代表作家之一，代表作为1872年发表的叙事诗《高卓人馬丁斐野樂》及其1879年出版的续作《马丁·菲耶罗归来》，作品描述高乔人多舛命运和顽强的斗争，将高乔人描绘为阿根廷精神的象征:104,107-109:223，其代表性、重要性長期獲學者認可，亦被阿根廷社会广泛视为该国的民族史诗，對现代阿根廷文学风格的形成产生了深刻影响。

## 生平

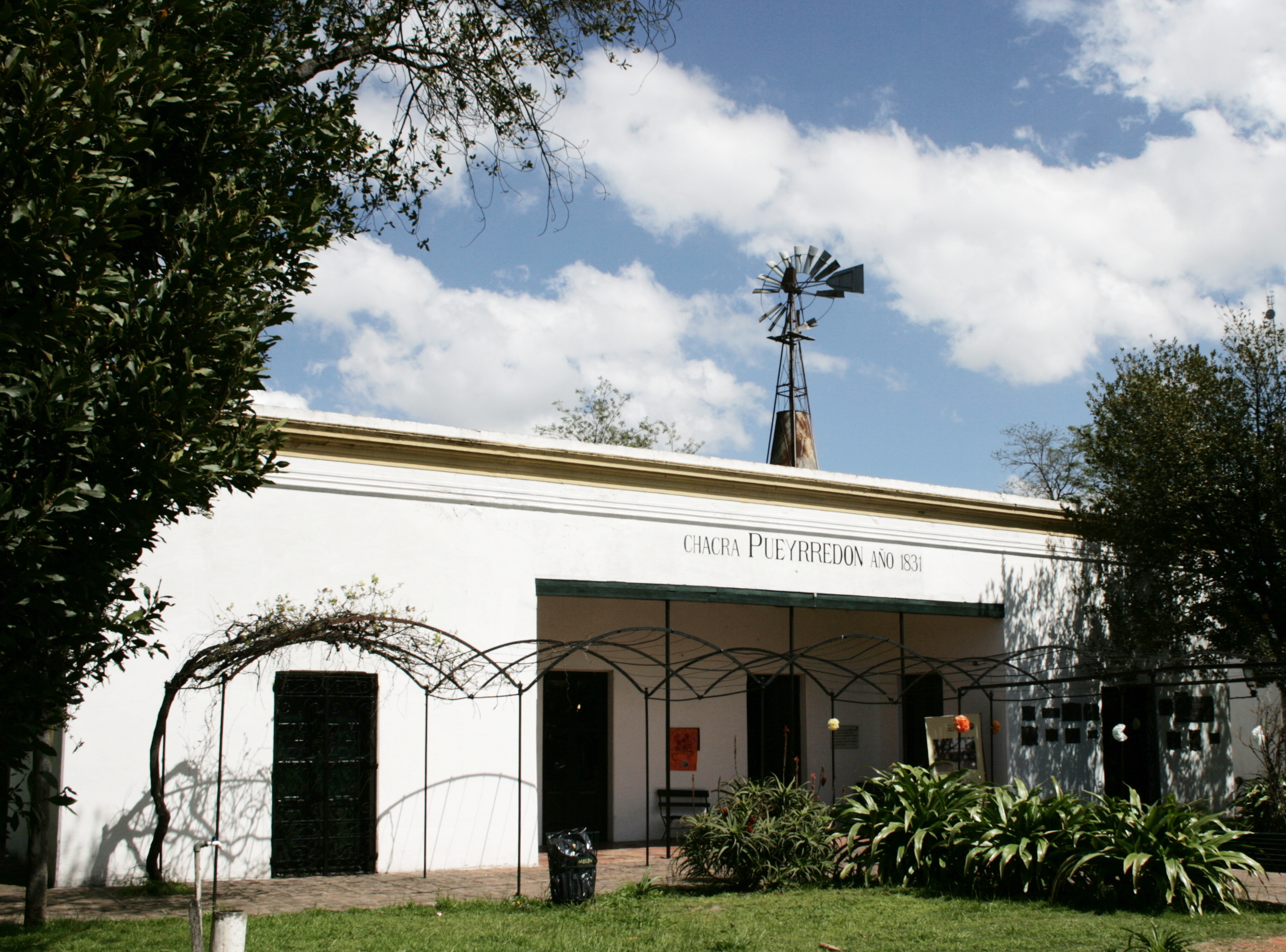
查克拉普埃雷东庄园，今为何塞·埃尔南德斯-查克拉普埃雷東历史博物馆

### 早年
何塞·埃尔南德斯于1834年11月10日出生在今阿根廷布宜诺斯艾利斯省巴列斯特爾鎮的查克拉普埃雷东庄园（Chacra Pueyrredón），其父母分别是拉斐尔·埃尔南德斯和伊莎贝尔·普埃雷东，两人于1832年结婚:475，其中，埃尔南德斯的母亲伊莎贝尔出身普埃雷东家族，也是拉普拉塔联合省最高执政官胡安·马丁·德·普埃雷东的侄女:474，该家族大部分成员主张在阿根廷推行中央集权制（一元制），埃尔南德斯出生的查克拉普埃雷东也是她姐妹维多利亚的地产；而伊莎贝尔的丈夫拉斐尔·埃尔南德斯的家族则主张在阿根廷推行邦联制度，两派人士势不两立:88。1835年7月27日，埃尔南德斯在圣母赎虏圣殿受洗:3。因父母远离家乡，他早年由姨母维多利亚抚养，当姨母因政治因素移居巴西後，年幼的埃尔南德斯便被姨母交给住在巴拉卡斯的祖父何塞·格雷戈里奧·埃尔南德斯（José Gregorio Hernández）抚养:67:10。
当何塞·埃尔南德斯六岁时，他进入佩德罗·桑切斯创办的圣特尔莫阿根廷学堂（Liceo Argentino de San Telmo）学习，并在该学校度过了四年，在此期间，他学习了阅读和写作、天主教教义、古罗马和西班牙历史、算术、绘画和西班牙语语法等方面的知识:3-4。1842年，其祖父逝世，而其母亦于1843年逝世，与此同时，埃尔南德斯被医师诊断患有胸部疾病，医师建议他前往气候适宜的地方疗养；因此，他的父亲于1846年将他带往马德普拉塔附近潘帕斯草原的牧场居住，在当地，他从事农牧业劳动，恢复了身体健康，还学会了骑马射箭，亦以动作敏捷、体格健壮而名闻乡里:67:476-477。
1853年，胡斯托·何塞·德乌尔基萨召开制宪会议，颁布新宪法，其中提到将布宜诺斯艾利斯作为阿根廷邦联首都、并将布港海关的收入收归国有，但布宜诺斯艾利斯省对此表示不满，脱离邦联，建立布宜诺斯艾利斯國，当年，19岁的埃尔南德斯加入布军，参与镇压伊拉里奥·拉戈斯反对布行政长官瓦伦丁·阿尔西纳的兵变，期间，布军一度在聖格雷戈里奧戰役中被擊敗，但在翌年便迫使拉各斯和烏爾基薩解除了包圍，埃尔南德斯都有参加这些战斗:67，埃尔南德斯还参与了胡安·何塞·索托创办的《和平改革》（La Reforma Pacifica）报编辑，也担任了该报社驻巴拉那的通讯员，政治立场趋于改良主义，但在1857年，阿尔西纳透过欺诈性选举重新当选为布行政长官，而埃尔南德斯则与部队中另一名军官因政见不合决斗，并离开了军营，被迫逃往巴拉那，而其父親亦在同年被雷電擊中身亡:487。

### 拥护邦联
来到巴拉那後，埃尔南德斯先后在当地担任商店雇员、法院公职人员:5-6；1859年，他加入阿根廷邦联总统乌尔基萨领导的军队，并参加塞佩达战役，打败了阿尔西纳所领导的布省军队，布省战败後，随即重新加入邦联:67，埃尔南德斯也因为战功获得上尉军衔，翌年，他出任国家会计办公室成员，还成为支持邦联的机关报《阿根廷民族报》（El Nacional Argentino）的编辑。1860年3月，圣地亚哥·德尔基接替乌尔基萨担任总统，埃尔南德斯则成为副总统胡安·埃斯特万·佩德内拉的秘书，并在当年的圣菲国民大会担任速记员，负责研究布宜诺斯艾利斯省提出的宪法改革方案，他本人也對是次修宪充满期待:8。但是，主张中央集权的布省省长巴托洛梅·米特雷与邦联政府不和，两派爆发冲突，史称帕翁战役，埃尔南德斯随即作为邦联军的一员参加了该战役。米特雷最终在1861年擊敗邦联军，確立了其在布宜諾斯艾利斯的地位，並當選為國家重新統一後的首任總統，也接受了邦联体制及1853年通过的宪法:363-541。

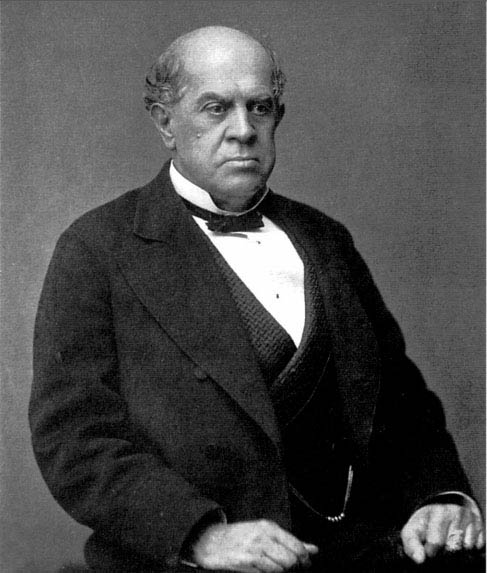
多明戈·福斯蒂诺·萨米恩托，何塞·埃尔南德斯的政敌

但埃尔南德斯仍然對米特雷与其继承人多明戈·福斯蒂诺·萨米恩托不满，并于1863年创办《阿根廷人》报社（El Argentino），透过报纸批评前者，支持邦联，并建议乌尔基萨不要与布宜诺斯艾利斯当局进行利益协调，亦谴责對考迪罗安赫尔·比森特·佩尼亚洛萨的暗杀，日后还将其對佩尼亚洛萨的报导汇编成《恰乔的一生》（Vida del Chacho），肯定了他的功绩，但萨米恩托随即写了一本批评佩尼亚洛萨的著作加以回敬:67。1863年12月，《阿根廷人》报社停刊，埃尔南德斯转行经商，1867年，他搬到阿根廷东北部的科连特斯省，开始与省长埃瓦里斯托·洛佩斯政府合作，先后在当地担任省检察官、省长秘书等职，并时常于在地报刊《科连特斯的回声》（El Eco de Corrientes）发表文章:11-13。洛佩斯失势後，埃尔南德斯迁居罗萨里奥，并开始在当地《首府报》发表文章。在文章中，他主张权力下放。阿根廷政府迁都罗萨里奥，还表示当局以布市作为首都“毁了国内其他部分”。亦批评政府對高乔人的歧视政策，并建议当局停止招募高乔人前往边境对抗马普切人等原住民，其反对萨米恩托当局的观点，更加彰显于他在1869年创办的《里奥普拉塔》报诸报文章中，在创刊时，埃尔南德斯除了主张实施区域自治、停止压迫原住民外，亦要求当局定期举行市政选举，公检法官员皆应该透过选举产生:68-71；以后，埃尔南德斯还透过报纸谴责了三国同盟战争對阿根廷、巴拉圭人民造成的巨大破坏:23-29。
1870年，胡斯托·何塞·德乌尔基萨被与其政见不合的新任恩特雷里奥斯省长里卡多·洛佩斯·霍尔丹派遣的杀手谋杀身亡，后者也指控乌尔基萨出卖了邦联，霍尔丹也因此受到萨米恩托当局谴责，但埃尔南德斯却替他辩护，否认了当局指控他的谋杀罪行，亦关闭《里奥普拉塔》报并参加了由霍尔丹发起的起义，试图推翻萨米恩托，重振邦联，但遭到镇压，埃尔南德斯也被迫流亡巴西:68，在当地以创作高乔诗歌消磨时间，1872年，他离开巴西，转往乌拉圭，亦为该国报刊《祖国》（La Patria）撰写文章维持生计。

### 遇赦归国
1872年，萨米恩托赦免了霍尔丹之乱的参与者，但要求埃尔南德斯不得再从事新闻工作，在作出承诺後，他得以返回阿根廷，1873年，霍尔丹再次占领恩特雷里奥斯，萨米恩托当局随即對埃尔南德斯发布了通缉令，宣布将以重金悬赏其首级，埃尔南德斯再度被迫流亡乌拉圭，直到新总统尼古拉斯·阿韦利亚内达于1874年10月上任并实行和解政策後，他才得以回到阿根廷。
1872年第一次返国後，埃尔南德斯住在布宜诺斯艾利斯阿根廷大酒店（Gran Hotel Argentino）一个靠近维多利亚广场（即今五月广场）的房间内，潜心创作《高乔人马丁·菲耶罗》，并于翌年在拉潘帕印刷厂出版了自己的作品，其第一版在上市不久后便销售一空，但布市的上层文化圈却對这部作品嗤之以鼻，直到其在西班牙、法国及美国等地引起反响後，当地不少报社才开始报导这部著作:56。《高乔人马丁·菲耶罗》受到下层读者欢迎，再版了十次，一些读者也呼吁埃尔南德斯发表续集，在他们的要求下，埃尔南德斯于1879年发表了其续集《马丁·菲耶罗归来》:68。
在文学创作的同时，埃尔南德斯也重新投身政治活动，并参与创建了民族自治黨，不过他直到1879年才加入该党，并与日后成为阿根廷第一位民选总统的伊波利托·伊里戈延一同积极支持胡利奥·阿亨蒂诺·罗加参选总统，1880年，羅加当选总统，而埃尔南德斯亦于翌年当选为布宜诺斯艾利斯省议会参议员，1885年连任一届，在议员任内，他主张将首都布市联邦化，提出了增设港口、扩展铁路运输网络、完善社会保障制度的建议，见证了內科切阿的建立:37，还为在地畜牧业的发展出谋划策，帮助布省省长达尔多·罗恰编写了《牧场主指导》（Instrucción del estanciero）。
1886年10月21日，因心脏病引起的心肌炎，埃尔南德斯在自己位于贝尔格拉诺的圣何塞别墅逝世:495。为了纪念他的贡献，布宜诺斯艾利斯省于1939年通过了第4756号法令，将埃尔南德斯的生日11月10日确立为“传统节”加以纪念:92，其出生地的庄园则被改称为何塞·埃尔南德斯-查克拉普埃雷東历史博物馆（Museo Histórico José Hernández-Chacra Pueyrredón），以供民眾參觀，布宜诺斯艾利斯的一座博物馆也被命名為何塞·埃尔南德斯人民艺术博物馆，以向他致敬。

## 家庭
何塞·埃尔南德斯祖父何塞·格雷戈里奧·埃尔南德斯的祖籍位于赫雷斯德洛斯卡瓦列罗斯市镇，隶属于西班牙天主教梅里达-巴达霍斯总教区。他在1790年移居拉普拉塔总督辖区（即今阿根廷）从事商业，1795年结婚，此后，埃尔南德斯家族便在当地开枝散叶，何塞·格雷戈里奧还曾担任布宜诺斯艾利斯市政厅的成员，并于1811年生下了诗人的父亲拉斐尔·埃尔南德斯，而其母系家族普埃雷东则是阿根廷的政治世家:474-475。何塞·埃尔南德斯的弟弟拉斐尔·埃尔南德斯也是一位政治家，曾担任布宜诺斯艾利斯省参议员、布宜诺斯艾利斯市贝尔格拉诺区区长，並推动了拉普拉塔国立大学的建立。
1863年6月8日，埃尔南德斯在恩特雷里奥斯省巴拉那工业街的一栋住宅（今西班牙街212号）内与卡羅利娜·冈萨雷斯·德尔·索拉尔（Carolina González del Solar）结婚，婚后二人生有八个子女，分别是伊莎贝尔、曼努埃尔·亚历杭德罗、梅塞德斯、瑪格麗塔·特蕾莎、胡安·何塞、何塞法、玛丽亚·特蕾莎及卡羅利娜:489。

## 文学

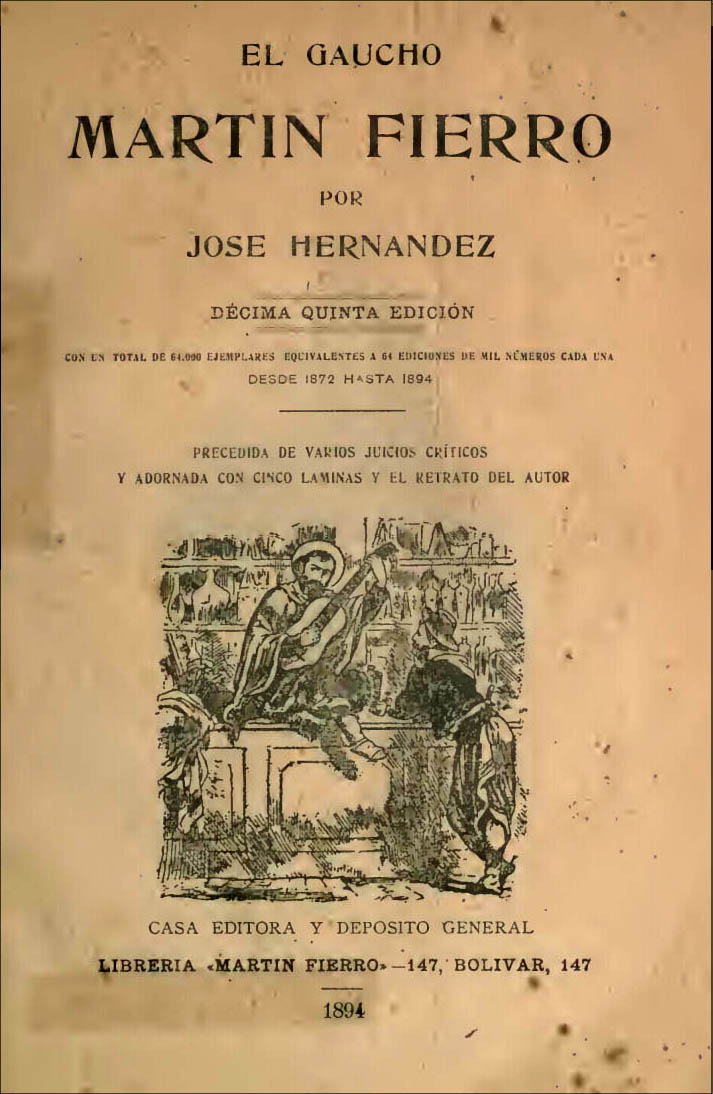
《高乔人马丁·菲耶罗》的封面

19世纪的阿根廷文坛深受浪漫主义的影响，其中19世纪60至90年代盛行感伤浪漫主义文学，并在阿根廷以高乔文学等流派体现出来，该文学流派植根于阿根廷潘帕斯草原住民高乔人的生活轨迹，多为以高乔民歌帕亚多尔为基础的诗歌，具有鲜明的地域主义色彩，而曾在草原成長、與高乔人接觸的經歷，也让埃尔南德斯對高乔人的境域深表同情，加上同时代诗人伊拉里奥·阿斯卡苏比的影响，亦为其日后投身高乔文学创作奠定了基础:65-68。
诗歌《馬丁斐野樂》是埃尔南德斯的主要作品，全诗分为两大部分，分别是1872年出版的《高乔人马丁·菲耶罗》及1879年出版的《马丁·菲耶罗归来》，前篇透过高乔人马丁·菲耶罗的自弹自唱，回顾了菲耶罗一生中被政府征兵、流浪各地、打架杀人，与友人克鲁斯进入原住民部落生活的经历；而後篇则讲述了菲耶罗回到家乡，与子女团聚，并带他们再度离乡各奔前程的故事:43-44。《马丁·菲耶罗》的格律较为严谨，诗句多为八音节:44，在用词上，诗歌多使用高乔独有的俚俗用语及谚语，并与诗中高乔人的历史遭遇、生活起居、生活习俗一并形成了高乔面面观，而在人物形象的塑造上，全诗用词简洁凝练，刻画出了高乔人嫉恶如仇、反叛不羁的性格，而诗歌後篇则侧重描绘高乔人勤劳务实的形象，而淡化了其反抗特征，映衬了高乔人的历史命运:57-58:44-45。《马丁·菲耶罗》令高乔诗歌进入巅峰，达到史诗的规模，诗歌的主人公马丁·菲耶罗也成为自由的象征，该诗亦与阿斯卡苏比的《桑托斯·维加》（Santos Vega）及埃斯塔尼斯拉奥·德尔坎波的《浮士德》合称为高乔文学三大史诗，而学者赵振江、陈光孚亦指出《马丁·菲耶罗》對社会现实不公的揭露与挞伐，令其比起其他描绘高乔人歌舞升平的诗作更胜一筹:44。

## 个人形象及评价
据19世纪的文献记载，埃尔南德斯留着奈德·凯利式胡须，时常穿着与高乔人颇为相似的服装，声音宏亮、谈吐潇洒、通晓古典文学，在年轻时曾获得“戏谑大师”的称号，在《马丁·菲耶罗》出版并获得好评後，推崇他的民众也将埃尔南德斯本人称为“马丁·菲耶罗”以表敬意:67-68，日后也有新闻媒体及学者以他曾做过议员，将其称为“马丁·菲耶罗议员”（El senador “Martín Fierro”），此昵称也沿用至今，盖诗歌中马丁·菲耶罗的性格及形象亦受到了埃尔南德斯本人的影响:68。

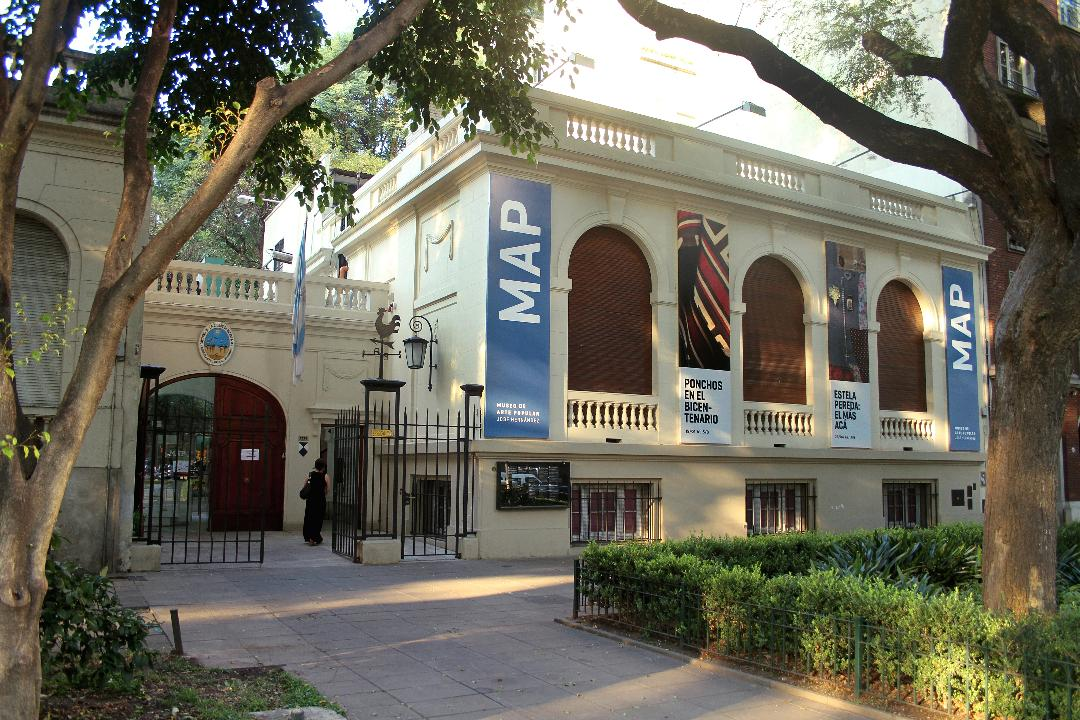
位于布宜诺斯艾利斯的何塞·埃尔南德斯人民藝術博物館

在阿根廷，對埃尔南德斯及《马丁·菲耶罗》的评价一直呈现两极，并长期引发争论，与其同时代的作家米格尔·卡内认为埃尔南德斯的作品没有矫揉造作之处，亦写出了真正的高乔诗句，但巴托洛梅·米特雷、多明戈·福斯蒂诺·萨米恩托等主张向欧洲学习的上层人物则鄙夷《马丁·菲耶罗》“歌颂野蛮”的内容，萨米恩托还认为这部作品对于国民教养的提升有百害而无一益:56-57。进入20世纪，随着文化民族主义在拉丁美洲盛行，埃尔南德斯及其著作也开始受到阿根廷上层知识分子的重视，在里卡多·罗哈斯及莱奥波尔多·卢贡内斯等作家的支持下，《马丁·菲耶罗》的文化价值得到重新发掘，在此影响下诞生了高乔小说《堂塞贡多·松布拉》及马丁·菲耶罗派，日后成为阿根廷文学巨匠的胡利奧·科塔薩爾及博尔赫斯亦批判继承了高乔文学的创作精神与特质，进一步丰富了阿根廷文学的多样性:57-58。而博尔赫斯在肯定埃尔南德斯表现出阿根廷人难忘的人物形象，达成了艺术使命的同时，也批评埃尔南德斯在道德抑或是知识水准都弱于其同时代的作家，并没有给同时代的知识分子留下深刻印象:35-38。现代的阿根廷政府也对其评价颇高，肯定了其诗作对于捍卫民族团结和幸福的重要性，还将其诞生日确立为国定假日「傳統節」加以紀念，阿根廷還有以其命名的博物館。
美国学者琼·佛朗哥在《独立后的西语美洲文学》（Spanish American Literature Since Independence）中肯定了埃尔南德斯逆时代主流声援高乔人的做法，认为他具有独立精神、大丈夫气概及勇敢的品质，亦對埃尔南德斯所处时代對这些美德的扼杀表达遗憾，也有评论家认为埃尔南德斯的思想近似于「1837年一代」中激进知识分子的观点，主张以民族自主、联邦主义为基础建设阿根廷，具有一定的自由主义色彩:56。

## 延伸阅读
- Hernández, José. . 由赵振江翻译. 中国湖南省: 湖南人民出版社. 1984. OCLC 298800915 （中文（简体））.